# Цибульская, Ольга Павловна
О́льга Па́вловна Цибу́льская (укр. О́льга Па́влівна Цибу́льська; род. 14 декабря 1985 Червоноармейск, Ровенская область) — украинская певица, телеведущая и радиоведущая, автор песен, так же известна как Оля Цибульская.

## Жизнь и творчество

### Ранние годы
Ольга родилась 14 декабря 1985 года в городке Червоноармейск. Отец Павел — юрист, бывший милиционер отдела по борьбе с экономическими преступлениями, мать Наталья — профессиональная художница. Сценическую карьеру начала ещё в школе — была активным игроком команды КВН, участвовала во всеукраинских фестивалях, провела свою первую свадьбу в 7 классе.
Выпускницей во время очередного концерта познакомилась с юным Михаилом Хомой, который отговорил Олю от поступления в педагогический университет и помог поверить в будущее в шоу-бизнесе. Через 15 лет они встретились уже в звёздном статусе и вместе записали хит «Чекаю. Цьом» (слова и музыка — Ольга Цибульская).

### 2007—2011: «Фабрика звёзд»
Окончила Киевскую Академию Эстрадного и Циркового Искусства. Ещё во время учёбы, приняла приглашение одного из телеканалов Будапешта, Венгрия. Полтора года работала ведущей развлекательного проекта. После окончания контракта отказалась от позиции продюсера и вернулась в Украину.
В 2007 году стала победительницей первой украинской «Фабрики Звёзд» в составе дуэта «Опасные связи» с Александром Бодянским. В общем, дуэт просуществовал два года, за которые молодые артисты успели несколько раз представить Украину на международных песенных конкурсах, записать три сингла и снять клип на песню «Нажмём на кнопочки».
В 2009 году Ольга Цибульская начала сольную карьеру. В том же году стала ведущей радиостанции «Русское Радио Украина».

### С 2012 года

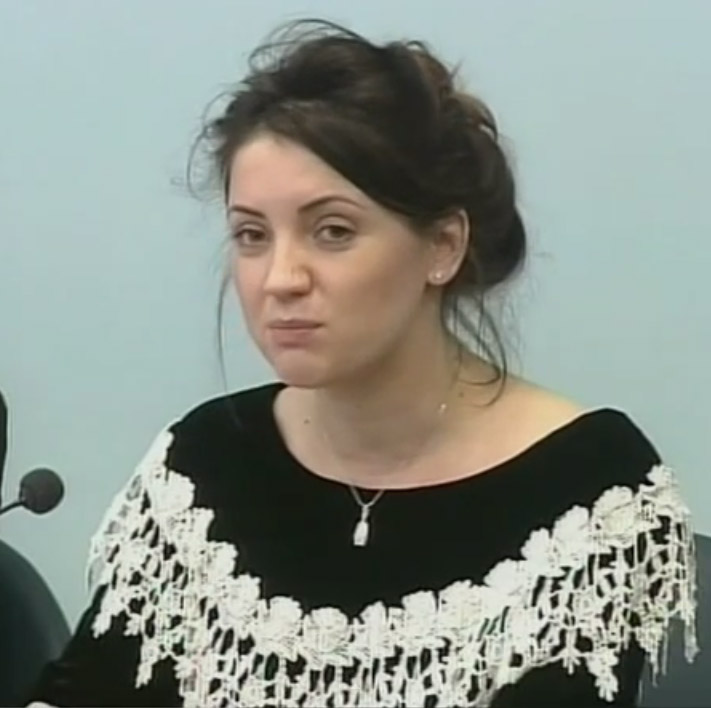
Ольга Цибульская в 2014 году

В феврале 2015 года презентовала авторский спецпроект «МЖ» (Моя Жизнь, Мужчина Женщина, Моё Женское) — диск с собственными стихами, которые озвучили самые известные мужчины украинского шоу-бизнеса.
В ноябре 2015 года Цибульская запустила YouTube-проект «Самые поющие новости» — иронический дайджест шоу-бизнесовых событий на русском языке в песенной форме.
В июне 2017 Цибульская презентовала музыкальное видео на авторскую песню «Чекаю. Цьом» записанную совместно с группой DZIDZIO. Видео вошло по просмотрам в 20 самых популярных клипов на украинском языке в YouTube.
В 2018 году Цибульская стала первой украинской певицей, получившей право на съёмку видеоролика в официальный саундтрек мультфильма "Смолфут"производства Warner Bros. Animation.
В сентябре 2019 года Оля Цибульская начала собственное YouTube-шоу под названием #безпарОля, где показывает, что хранят в своих мобильных телефонах топовые звёзды украинского шоу-бизнеса.
В ноябре 2019-го представила первый собственный парфюм #body2body . Слоганом аромата стала цитата: «Моё тело для твоего тела» из популярной Цыбульской песни «Сукня біла».
13 мая 2020 вторично в дуэте с DZIDZIO презентовала новый клип «Киця».
В 2020 году самая международная платформа новой музыки ColorsxStudios признала трек Оли Цыбульской «Prosecco» одним из лучших релизов недели в мире. Журнал TIME назвал ColorsxStudios самым влиятельным проводником современной новой музыки в диджитал-пространстве.
13 ноября 2020 Цыбульская презентовала дебютный альбом «По барабану». В пластинку вошло 6 треков. Сам альбом Цибульская назвала своим музыкальным дневником и объяснила его название «По барабану» как позицию по критике окружающих и собственных страхов. Певица представила одноимённый сингл альбома в суперфинале проекта «Танцы со звёздами» на телеканале 1+1.
В мае 2021 года, Оля представила клип на песню «Я не плачу», в котором впервые показала уникальные архивные кадры с начала своей карьеры и участия в проекте «Фабрика звёзд». Клип вызвал резонанс у публики, в частности, благодаря скандалу с певицей Наталией Могилевской, подогревшейся самой прессой.
Летом 2021 года озвучила Лолу Банни в продолжении легенарной франшизы Космический джем: Новое поколение от Warner Bros.
В августе 2021, в год 30-го дня рождения Украины Оля Цибульская и ОО «КиївКвіт» объединились, чтобы подарить крупнейшим городам Украины свой цветок-символ. Цыбульская презентовала общий масштабный фотопроект «КвітаМИ».
В 2021 году приняла участие в шоу «Маска», где заняла 2 место, выступая образе Скандала.
18 февраля 2022 года Цибульская представила видеоработу на песню «Prosecco», которую певица презентовала вместе с альбомом ремиксов на трек. Один из главных месседжей клипа — ирония над так называемыми «инфоциганами» — продавцами бессмысленных марафонов в социальных сетях и охотниками за лёгкой наживой.
В марте 2022 года, после начала полномасштабной российско-украинской войны, Оля Цибульская была вынуждена эвакуироваться из Киева и продолжить работать в более безопасной части страны. 25 марта Цибульская презентовала песню «Минає день» вместе с одноимённой видеоработой в поддержку украинцам, разведённых войной. Видео к песне было собрано из личных переписок и фотографий поклонников Оли.
В июле 2022 года Цибульская представила live-пластинку «За тиждень до війни», которую записала до полномасштабного вторжения России в Украину. Работу артистка посвятила близкому другу — военному и ведущему каналу М2 Кариму Гуламову, погибшему на фронте 17 июля.

## Личная жизнь
Замужем. Муж избегает публичности. По словам Цибульской, история их любви началась ещё в школе. 6 января 2015 года у пары родился сын Нестор.
В 2021 году стала центром скандала из-за развода певца Михаила Хомы (DZIDZIO), роман с которым приписывают Ольге Цибульской.

## Дискография
| Формат | Год  | Название    | Треки                                                                                 | Лейбл      |
| ------ | ---- | ----------- | ------------------------------------------------------------------------------------- | ---------- |
| EP     | 2020 | По барабану | 1. Prosecco 2. Відьма 3. Киця (feat. DZIDZIO) 4. ШАLove 5. Міс Позитив 6. По барабану | BEST MUSIC |

## Видеография

### В составе группы «Опасные связи»
| Год  | Название             | Режиссёр        |
| ---- | -------------------- | --------------- |
| 2008 | «Нажмем на кнопочки» | Екатерина Царик |

### Сольно
| Год   | Название                                     | Режиссёр(ы)                      |
| ----- | -------------------------------------------- | -------------------------------- |
| 2013  | «Метелики-Бабочки»                           | Дмитрий Кочнев                   |
| 2014  | «А он мне нужен!»                            | Владимир Марин                   |
| 2015  | «До ранку»                                   | Олег Борщевский                  |
| 2016  | «Держи меня руками»                          | Тина Ярошенко                    |
| 2016  | «Сонечко»                                    | Олег Борщевский                  |
| 2018  | «Сукня біла»                                 | Инна Грабарь                     |
| 2018  | «Дівчинка»                                   | Инна Грабарь                     |
| 2019  | «Море»                                       | Роксолана Кравчук                |
| 2019  | «Янголи плачуть»                             | DVIZHON                          |
| 2020  | «По барабану»                                |                                  |
| 2021  | «Я не плачу»                                 | Роксолана Кравчук                |
| 2022  | «Prosecco»                                   | Валерия Фадеева, Екатерина Дема  |
| 2022  | «Минає день»                                 | Оля Цибульская                   |
| Дуэты |                                              |                                  |
| 2017  | «Чекаю. Цьом» (DZIDZIO feat. Оля Цибульская) | Дмитрий Манифест, Дмитрий Шмурак |
| 2020  | «Киця» (DZIDZIO feat. Оля Цибульская)        | Роксолана Кравчук                |

## Телевидение
| Год               | Название           | Канал       | Заметки                                                                            |
| ----------------- | ------------------ | ----------- | ---------------------------------------------------------------------------------- |
| 2008 — 2009       | Клипсы             | Новый канал | Музыкально-развлекательная программа                                               |
| 2011              | Подъём             | Новый канал | Утреннее шоу                                                                       |
| 2013 — 2014       | Guten Morgen       | М1          | Утреннее шоу                                                                       |
| 2014 — 2020       | Золотой Грамофон   | М1          | Хит-парад популярной музыки                                                        |
| 2015 — до сих пор | M1 Music Awards    | М1          | Музыкальная премия                                                                 |
| 2017              | Eurovision News    | М1          | Дневники национального отбора на Евровидение                                       |
| 2018              | 100 в 1            | ТЕТ         | Реалити-шоу                                                                        |
| 2018 — до сих пор | Золотая Жар- Птица | М2          | Музыкальная премия                                                                 |
| 2020 — до сих пор | WEEKEND SHOW       | M1          | Развлекательный музыкальный проект                                                 |
| 2021              | Поют все           | Украина     | Музыкальный талант шоу. Украинская адаптация известного формата «All together now» |

## Фильмография

### Дубляж
| Год  | Название                          | Роль             |
| ---- | --------------------------------- | ---------------- |
| 2018 | Кролик Питер                      | Птичка Луковичка |
| 2018 | Смолфут                           | Мичи             |
| 2019 | За мечтой                         | Джулс            |
| 2021 | Космический джем: Новое поколение | Лола Банни       |

## Награды и номинации
| Год  | Премия                               | Номинация                       | Работа                          | Результат |
| ---- | ------------------------------------ | ------------------------------- | ------------------------------- | --------- |
| 2007 | Первая украинская Фабрика звёзд      | Первая украинская Фабрика звёзд | Первая украинская Фабрика звёзд | Победа    |
| 2017 | M1 Music Awards                      | Проект года                     | «Чекаю. Цьом» feat DZIDZIO      | Номинация |
| 2018 | M1 Music Awards                      | Червона рута                    | «Сукня біла»                    | Номинация |
| 2018 | Музыкальная платформа                | Песня года                      | «Сукня біла»                    | Победа    |
| 2018 | Viva! самые красивые                 | Самая красивая женщина Украины  |                                 | Номинация |
| 2019 | Золотая жар-птица                    | Певица года                     |                                 | Номинация |
| 2019 | Золотая жар-птица                    | Клип года                       | «Сукня біла»                    | Номинация |
| 2019 | Золотая жар-птица                    | Народный хит                    | «Сукня біла»                    | Номинация |
| 2019 | M1 Music Awards                      | Золотой граммофон               | «Дівчинка»                      | Номинация |
| 2019 | Best Music Awards                    | Single 2019                     | «Море»                          | Номинация |
| 2020 | Музыкальная платформа                | Песня года                      | «Киця» (feat. DZIDZIO)          | Победа    |
| 2020 | Happy песня (Русское Радио Украина)  | Хит года                        | «Киця» (feat. DZIDZIO)          | Победа    |
| 2020 | Best Music Awards                    | Народная звезда                 |                                 | Победа    |
| 2020 | YUNA                                 | Лучший эстрадный хит            | «Киця» (feat. DZIDZIO)          | Номинация |
| 2021 | Nova Magazine Awards                 | Певица года                     |                                 | Победа    |
| 2021 | Top UA Magazine Awards               | Top 100 Russian Women           |                                 | Победа    |
| 2021 | Красная Рута (Русское Радио Украина) | Хит года                        | «Я не плачу»                    | Победа    |
| 2021 | Музыкальная платформа                | Песня года                      | «Я не плачу»                    | Победа    |
| 2021 | Happy песня (Русское Радио Украина)  | Хит года                        | «Я не плачу»                    | Победа    |

## Сотрудничество
Цыбульская — украинская артистка с одним из самых больших списков коммерческих коллабораций. Подписала множество рекламных контрактов с украинскими и мировыми брендами. В частности, Samsung, Nokia, Oreo, Always, Bosch, Dove , Visa и многими другими.